# Seznam danskih igralcev
Seznam danskih igralcev.

## A
- Karl Gustav Ahlefeldt
- Gwili Andre
- Pilou Asbæk

## B
- Hanne Karin Bayer (Anna Karina) (1940-2019) (dansko-francoska)
- Lily Bech (Lili Beck Magnussen) (1885-1939)
- Ruth Berlau
- Anders W. Berthelsen
- Anders Bircow
- August Blom
- Lars Bom
- Poul Bundgaard
- Zlatko Burić (dansko-hrvaški)

## C
- Emil Hass Christensen
- Jesper Christensen
- Amanda Collin
- Nikolaj Coster-Waldau

## D
- Laura Drasbæk

## E
- Thomas Eje

## F
- Birgitte Federspiel
- Charlotte Fich
- Olaf Fønss
- Sara Forestier

## G
- Sofie Gråbøl
- Morten Grunwald

## H
- John Hahn-Petersen
- Rasmus Hammerich
- Gitte Hænning
- Johanne Luise Heiberg
- Iben Hjejle
- Mads Hjulmand
- Pelle Hvenegaard

## J
- Ulla Jessen
- Mia Jexen
- Hella Joof
- Anders Juul

## K
- Katja K (Katja Kean & Sussi la Cour Dollenz)
- Sidse Babett Knudsen
- Simon Kvamm
- Helene Kvint

## L
- Lau Lauritzen starejši
- Lau Lauritzen mlajši
- Troels Lyby

## M
- Harald Madsen
- Helle Michaelsen
- Sidse Mickelborg
- Mads Mikkelsen
- Magnus Millang

## N
- Birthe Neumann
- Asta Nielsen
- Brigitte Nielsen
- Connie Nielsen
- Ghita Nørby
- Frederik Meldal Nørgaard

## O
- Agga Olsen

## P
- Dirch Passer
- Ulf Pilgaard
- Søren Pilmark
- Valdemar Einar Psilander

## R
- Rie Rasmussen
- Poul Reichhardt
- Elsebeth Reingaard
- Helene Reingaard Neumann
- Noëmi Roos (1921–1999)
- Joanna Roth

## S
- Avi Sagild
- Emilie Sannom
- Søren Sætter-Lassen
- Carl Schenstrøm
- Ib Schønberg
- Charlotte Sieling
- Birgitte Hjort Sørensen
- Ove Sprogøe
- Cecilie Stenspil
- Esben Storm

## T
- Sven-Ole Thorsen

## U
- Emilie Ullerup

## V
- Annette Vadim
- Valda Valkyrien
- Jette Ostan Vejrup (dansko-slovenska)
- Erika Voigt

## W
- Alexandre Willaume
- Susse Wold